# Sebastian Riegele
Sebastian Riegele Jun. (* 28. Oktober 1876 in Mickhausen; † 1947 in Augsburg) war ein deutscher Brauereibesitzer, Unternehmer und Kommerzienrat.

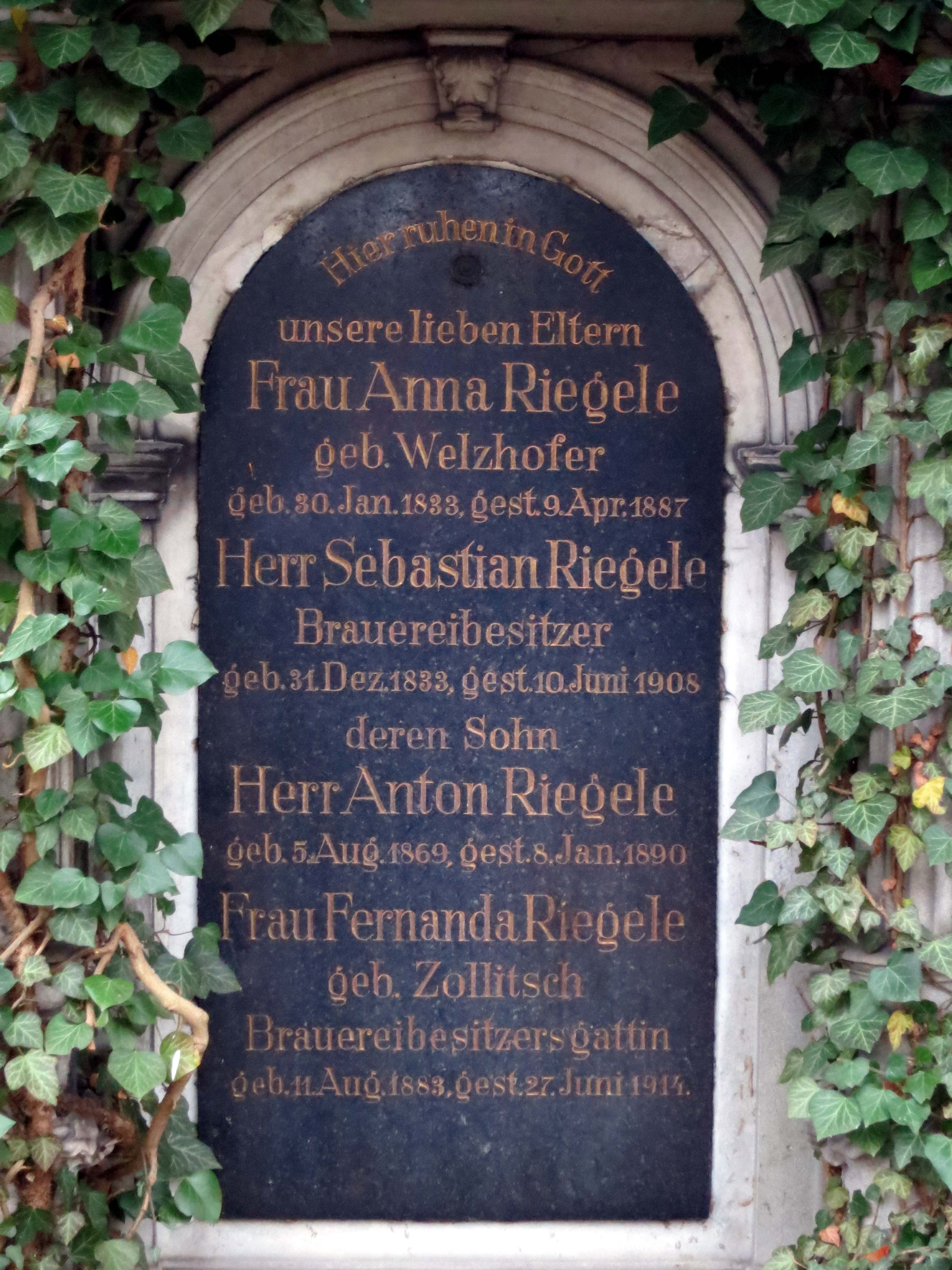
Familiengrab Riegele

## Leben
Riegele war der jüngere Sohn von Sebastian Riegele Sen. (1833–1908) und dessen Ehefrau Anna, geb. Welzhofer (1833–1887). Sein Vater wurde als uneheliches Kind der Theresia Riegele in Lauterbrunn geboren. 1884 erwarb Sebastian Riegele Sen. den Brauereibesitz und Bierschänke Zum Goldenen Roß in Augsburg von Johanna Kähn zu einem Preis von 375.000 Goldmark. Die Brauerei bestand schon seit 1386. 1904 übernahm dann Sebastian Riegele Jun. die Leitung der Brauerei S. Riegele. Das Geschäft lief unter seiner Führung so gut, dass sich der kleine Betrieb zur größten Privatbrauerei Augsburgs entwickelte. 
1911 kaufte er vor den Toren der Stadt das Betriebsgelände am Hauptbahnhof, um dort ein neues Brauhaus zu errichten. Die alte Brauerei am Königsplatz wurde bald darauf abgerissen, um mit dem Neubau des sogenannten Riegele-Hauses zu beginnen, das 1913 fertiggestellt wurde. In der Zwischenkriegszeit konnte er erneut expandieren, so erwarb er 1919 die Mälzerei Huß und 1928 die Brauerei Alex. Stötter AG. Nach seinem Tod leitete das Unternehmen seine Tochter Johanna Priller, geb. Riegele, sowie ihr Ehemann Josef Priller, der zum Braumeister umschulte.
Für seine Verdienste erhielt er den Ehrentitel eines Kommerzienrates. Er war dabei einer der letzten Träger, da die Weimarer Republik eigentlich alle Titel abgeschafft hatte. 